# Tufão Rammasun
O tufão Rammasun, conhecido nas Filipinas como tufão Glenda, foi um dos únicos quatro supertufões de categoria 5 registrados no Mar da China Meridional, sendo os outros Pamela em 1954, Rai em 2021 e Yagi em 2024 Além disso, ele é um dos cinco supertufões de categoria 5 registrados no Mar do Sul da China, ao lado de Pamela em 1954, Rammasun em 2014, Rai em 2021 e Yagi em 2024.. 
O tufão Rammasun teve impactos destrutivos nas Filipinas, sul da China e Vietnã em julho de 2014. Rammasun é uma palavra siamesa para deus do trovão. Depois de Lingling e Kajiki no início de 2014, Rammasun se tornou o terceiro ciclone tropical e o primeiro tufão a impactar diretamente as Filipinas em 2014. A nona tempestade nomeada e o terceiro tufão da temporada anual de tufões, Rammasun formou-se na Zona de convergência intertropical, uma área perto do equador onde os ventos alísios de nordeste e sudeste se juntam e vagarosamente se deslocou para noroeste. Tendo passado pelas ilhas da Micronésia, o sistema virou para o oeste e rapidamente se moveu sob a influência de uma cordilheira subtropical (STR). Rammasun representava uma ameaça significativa para a ilha filipina de Lução, pois esperava-se que atingisse a intensidade do tufão antes de atingir a costa lá. Embora inicialmente previsto para atingir o vale de Cagaiã, a tempestade seguiu um caminho mais para o oeste e mais tarde foi previsto que atingiria a região de Bicol e depois passaria por Bataan e Zambales antes de passar pela região metropolitana de Manila.
Em preparação para a tempestade, o governador de Guam, Eddie Calvo, declarou a ilha em condição de prontidão 3 e posteriormente a atualizou para a condição de prontidão 1. Em 11 de julho, satélites da NASA revelaram Rammasun passando diretamente sobre Guam. O Serviço Nacional de Meteorologia dos Estados Unidos afirmou que um aumento inesperado no cisalhamento do vento impediu que o sistema se intensificasse muito antes de chegar a Guam. Rammasun só chegou a Guam como uma depressão tropical, com ventos muito mais fracos do que o previsto anteriormente. No entanto, sob o sistema, a ilha recebeu uma quantidade substancial de chuva, tornando aquele dia o mais chuvoso em cerca de 3 meses. O território dos Estados Unidos recebeu de 25 a 50 mm de chuva. Junto com as Filipinas, Taiwan também esperava impacto de Rammasun. Chuvas moderadas a fortes foram previstas na maior parte do país. Os meteorologistas chineses estavam se concentrando no segundo e/ou terceiro desembarques na província chinesa de Ainão e no norte do Vietnã. Moradores de Hong Kong também foram alertados sobre chuvas e deslizamentos de terra subsequentes.
Após o fechamento dos portos marítimos, mais de 100 passageiros ficaram retidos no Porto de Batangas, junto com 39 cargas rolantes. Enquanto isso, pelo menos 841 passageiros ficaram retidos em cinco portos da região de Bicol, a saber, Matnog, Tabaco, Bulan, Cataingan e Pilar. Um total de 50 voos foram cancelados e mais de 100 mil famílias foram evacuadas quando o tufão se aproximava da costa. O Departamento de Saúde das Filipinas disse que preparou todos os hospitais do governo para ajudar no processo de resgate e socorro durante e após o tufão. Eles alegaram que estão muito mais bem preparados agora do que para tufões anteriores. Antes do desembarque, uma cidade na província de Albay havia declarado estado de calamidade. Por volta das 17h00, horário padrão das Filipinas (09h00 UTC), o olho de Rammasun passou diretamente sobre Rapu-Rapu, Albay, enquanto a tempestade estava em seu pico de intensidade inicial. Várias partes da Região da Capital Nacional relataram quedas de energia durante a tempestade. Eles foram supostamente causados por "um equilíbrio temporário do sistema às 1h29 devido a uma interrupção repentina da fábrica". Laguna é uma das mais atingidas pelo tufão Pelo menos 6,000 pessoas ficaram presas em vários portos marítimos do país devido à tempestade.
Ao longo de sua jornada devastadora pelo sul de Lução, o poderoso tufão quase não enfraqueceu, mas manteve sua força e até se intensificou ao atravessar a região de Bicol.

## História meteorológica
Em 9 de julho, o Joint Typhoon Warning Center (JTWC) dos Estados Unidos começou a monitorar um distúrbio tropical que se desenvolveu a leste do estado micronésio de Chuuk. Nessa época, o sistema tinha um centro de circulação amplo e mal definido, associado à queima e à convecção atmosférica desorganizada. No dia seguinte, o sistema se consolidou gradualmente em uma área de condições favoráveis, com a convecção envolvendo os sistemas obscurecendo o centro de circulação de baixo nível. O sistema foi posteriormente declarado uma depressão tropical durante o dia seguinte, tanto pela Agência Meteorológica do Japão (JMA) quanto pelo JTWC, com o último atribuindo-lhe a designação 09W.

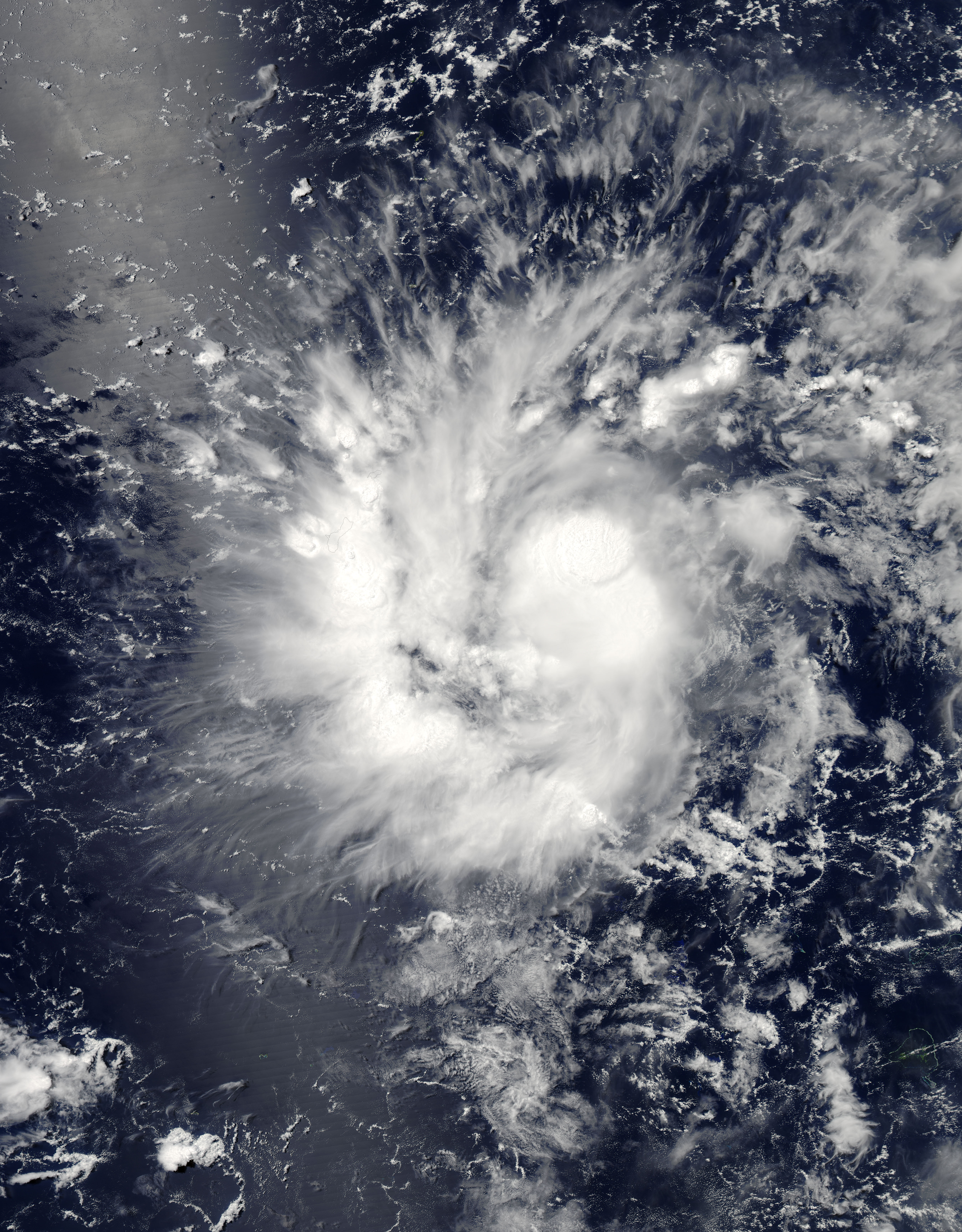
Depressão Tropical 09W perto de Guam em 11 de julho

No início de 11 de julho, o JTWC informou que o sistema havia se intensificado em uma tempestade tropical, depois de terem avaliado a intensidade ligeiramente superior às estimativas de Dvorak de várias agências. Mais tarde naquele dia, quando o sistema se aproximou de Guam, o JTWC informou que o sistema não havia se intensificado para uma tempestade tropical e o rebaixado para uma depressão tropical. Isso ocorreu devido à falta de estimativas Dvorak de suporte de várias agências e várias observações de Guam, que mostraram que o sistema era um centro de circulação de baixo nível mal definido com convecção profunda cisalhada a noroeste do centro. Na madrugada de 12 de julho, o JMA informou que a depressão havia se tornado uma tempestade tropical e a batizou de Rammasun, pois o sistema passava pelo Canal Rota ao norte de Guam. Mais tarde naquele dia, quando Rammasun se moveu para o oeste sob a influência da cordilheira subtropical de alta pressão, o JTWC relatou que havia recuperado o status de tempestade tropical depois que as estimativas de Dvorak de várias agências o apoiaram e a estrutura de baixo nível do sistema melhorou.
Rammasun entrou na área de responsabilidade das Filipinas e recebeu um nome local, Glenda, em 13 de julho. A tempestade manteve a intensidade enquanto uma explosão de convecção central profunda se desenvolveu e o LLCC tornou-se um pouco mais bem definido. Nas próximas horas, o cisalhamento vertical do vento diminuiu gradualmente. Rammasun rastreou na direção oeste ao longo da periferia da cordilheira subtropical de direção. A vazão melhorou ao longo do quadrante sudoeste e Rammasun tornou-se um tufão. O LLCC consolidou enquanto o bandamento convectivo tornou-se bem definido e bem enrolado. Durante 14 de julho, tanto o JTWC quanto o JMA elevaram Rammassun a um tufão após estimativas de Dvorak de várias agências sugerirem uma velocidade mínima do vento de 65 kn (120 km/h).

Tufão Rammasun atingindo as Filipinas em 15 de julho

Pouco antes de seu desembarque nas Filipinas, Rammasun desenvolveu 10 nmi (19 km) olho arregalado. A tempestade teve fluxo vigoroso para o equador e para o oeste. Naquela época, a tempestade atingiu o pico de 80 kn (150 km/h) 1 minuto de ventos sustentados e 75 kn (139 km/h) 10 minutos de ventos sustentados. Embora inicialmente esperasse manter essa intensidade e atingir a costa antes de enfraquecer para uma tempestade tropical novamente devido à interação com a terra, Rammasun se intensificou ainda mais. Cerca de seis horas depois, o JTWC avistou um olho de 20 nmi (37 km), duas vezes mais largo do que o relatado anteriormente. Os ventos sustentados de 1 minuto foram fixados em 100 kn (190 km/h), equivalente à Categoria 3 da Escala de Vento de Furacões Saffir-Simpson (SSHWS). Rammasun continuou a se fortalecer, apesar da interação terrestre. Após o pouso, a velocidade do vento da tempestade continuou a aumentar, pois estava localizada em um ambiente muito favorável. O JTWC relatou inicialmente ventos de 110 kn (200 km/h) 1 minuto de ventos sustentados antes de corrigi-lo para 115 kn (213 km/h) em sua melhor rota, tornando-se um tufão equivalente à categoria 4.
Às 00:00 UTC de 16 de julho, o olho de Rammasun ressurgiu no Mar da China Meridional. O tufão perdeu sua característica visual devido à sua interação com o terreno acidentado das Filipinas. A estrutura convectiva estava ligeiramente degradada. No entanto, o bandamento convectivo permaneceu fortemente envolvido em torno do LLCC.
Em 18 de julho, Rammasun entrou em outra área de temperaturas muito quentes na superfície do mar. Consequentemente, Rammasun se aprofundou rapidamente e foi atualizado para um super tufão de categoria 4 pelo JTWC, que foi atualizado para categoria 5 na reanálise pós-temporada. Mais tarde naquele dia, o Rammasun tocou a terra em Ainão com intensidade máxima, tornando-se um dos dois únicos tufões a atingir a terra com intensidade equivalente à categoria 5 na China. Durante o desembarque, uma estação na ilha de Qizhou registrou uma pressão ao nível do mar de 899,2 milibares, a menor pressão ao nível do mar registrada na China e uma das mais baixas pressões registradas no nível do mar no mundo. No dia seguinte, a tempestade começou a enfraquecer. Mais tarde naquele dia, ambas as agências rebaixaram Rammasun para uma tempestade tropical quando se mudou para a província de Guangxi e fez seu terceiro landfall. O JTWC fez seu último alerta sobre o sistema na noite do mesmo dia. No início de 20 de julho, o JMA informou que Rammasun havia enfraquecido em uma depressão tropical antes de ser observado pela última vez naquele dia na província chinesa de Yunnan.

## Preparativos e impacto

### Ilhas Marianas
Em 10 de julho, quando o JTWC iniciou alertas sobre o sistema, o Escritório de Previsão do Tempo do Serviço Nacional de Meteorologia dos Estados Unidos em Tiyan, Guam (NWS Guam) emitiu um alerta de tempestade tropical para Guam, Rota, Tinian, Saipan e águas circundantes para 75 km. Mais tarde naquele dia, o governador de Guam, Eddie Calvo, declarou que a nação insular estava em condição de prontidão para ciclones tropicais 3 (TCCOR 3), já que os ventos mais fortes sobre a ilha deveriam atingir o pico entre 50–60 mph (80–97 km/h). Ambos os avisos significavam que ventos destrutivos com força de tempestade tropical eram possíveis nas ilhas durante as próximas 48 horas. Depois que o sistema foi declarado uma tempestade tropical, alertas de tempestade tropical foram emitidos para Guam e Rota, enquanto o TCCOR 2 foi declarado para Guam. Depois que o TCCOR 2 foi declarado, todas as agências não essenciais do governo de Guam e várias empresas foram fechadas, incluindo o Judiciário e a Universidade. Seis escolas primárias ao redor da ilha foram usadas como abrigos contra tempestades, enquanto mulheres grávidas há mais de 38 semanas e ou de alto risco foram solicitadas a se apresentar no Guam Memorial Hospital. Um TCCOR 1 foi posteriormente declarado em 11 de julho, já que ventos destrutivos deveriam impactar a nação insular dentro de doze horas. Como resultado, todas as atividades ao ar livre foram proibidas até o início do dia seguinte, quando os relógios e avisos foram cancelados depois que o sistema foi rebaixado para uma depressão tropical. Eddie Calvo posteriormente reverteu o TCCOR de Guam para o TCCOR sazonal, já que nenhum vento prejudicial ou destrutivo era esperado para afetar Guam enquanto a depressão se movia através do Canal Rota. O NWS Guam observou posteriormente que fortes tempestades se desenvolveram perto do centro do sistema enquanto ele se movia pelo Canal Rota e que o clima sobre Guam poderia ter sido muito pior.

### Filipinas
Predefinição:Tufões mais caros nas Filipinas

Animação do Sinal de Tempestade do PAGASA Levantado em cada província ao longo da passagem de Glenda

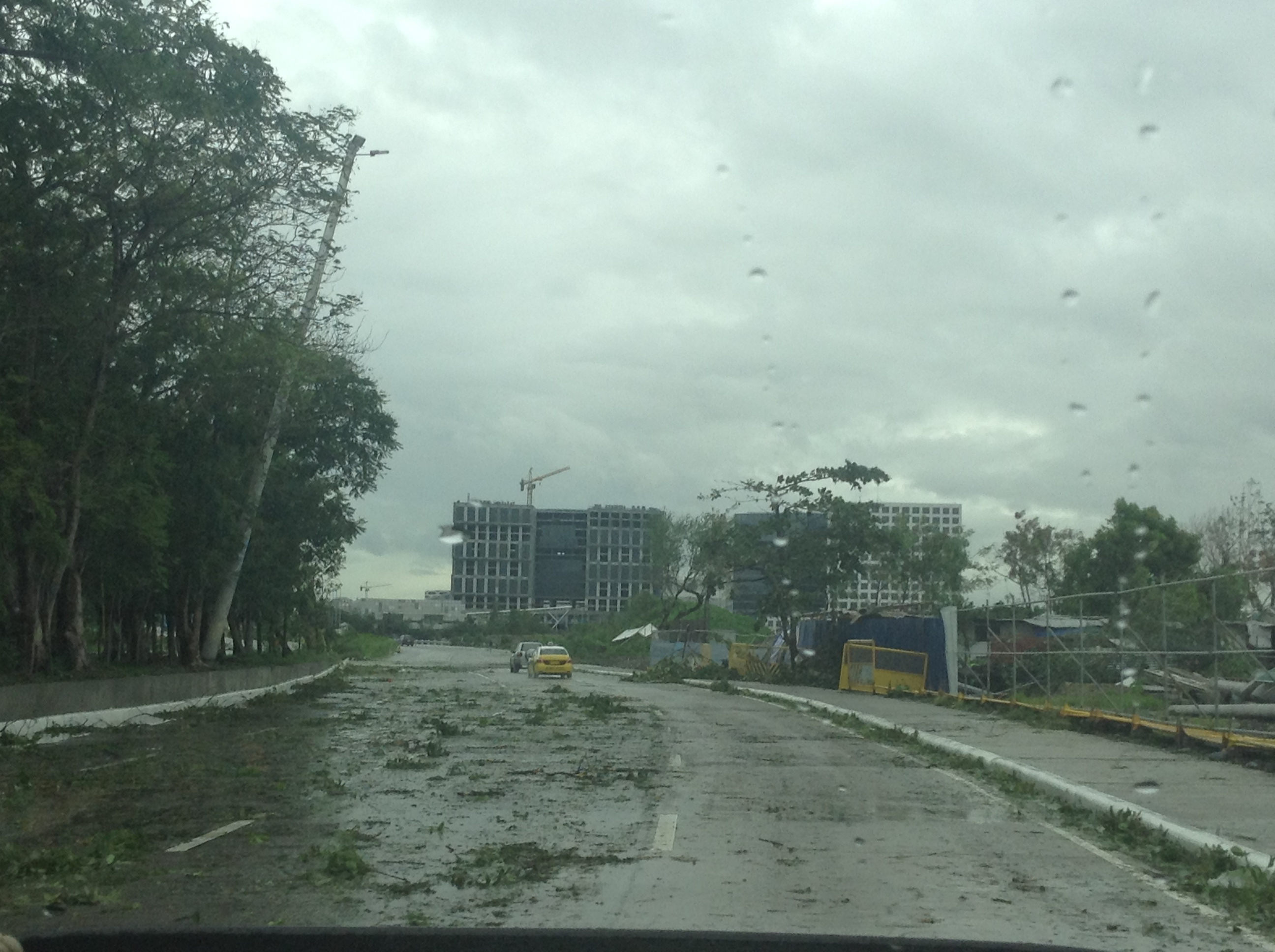
Rescaldo de Rammasun em Jose Diokno Boulevard

Rammasun (conhecido como "Glenda" nas Filipinas) foi o primeiro tufão a atingir as Filipinas em mais de oito meses, sendo o anterior o tufão Haiyan. Os preparativos para o Rammasun começaram na nação insular, no início de 14 de julho. Após a tempestade, a Corporação Nacional de Transmissão do país disse em seu comunicado: "Os preparativos incluíram garantir a confiabilidade dos equipamentos de comunicação, disponibilidade de materiais de hardware e suprimentos necessários para o reparo de danos às instalações, bem como o posicionamento de equipes de linha em áreas estratégicas, para facilitar o trabalho de restauração imediata." O sinal de alerta de tempestade número 3 foi içado sobre Catanduanes, enquanto o sinal número 2 foi levantado sobre áreas como Camarines Norte, Ilha Burias, Ilha Ticao, Marinduque e sul de Quezon. Várias ilhas no sul de Luzon e oeste leste e Visayas centrais foram colocadas sob o sinal de tempestade número 1. Mais de 12 milhões de pessoas, ao todo, foram convidadas a se preparar para o tufão. As aulas em todos os níveis teriam sido suspensas pelos próximos dois dias. O chefe do Conselho Nacional de Redução e Gestão de Desastres das Filipinas, Alexander Pama, disse em uma entrevista: "Já estamos alertando o público para estar alerta para possíveis efeitos da perturbação do clima: deslizamentos de terra, inundações repentinas, fortes chuvas e ventos". mais de 1.300 aldeias foram avisadas sobre inundações ou deslizamentos de terra.  A Embaixada dos Estados Unidos em Manila cancelou as entrevistas para solicitantes de visto de não imigrante marcadas para 15 e 16 de julho. Todos os candidatos foram solicitados a reagendar suas entrevistas.
A Guarda Costeira filipina pediu a todos os navios de transporte que se abstenham de viajar. O porta-voz Armand Balilo disse: "As autoridades já estão de prontidão para impedir que qualquer embarcação marítima navegue enquanto as Filipinas se preparam para Glenda (Ramassun). O diretor do Departamento do Interior e do Governo Local, Edgar Tabell, disse: "Todos os escritórios do DILG em Luzon e Visayas Orientais foram ativados para se preparar para Glenda. Centros de evacuação foram preparados e linhas de energia, pontes e estradas também foram verificadas." Ele também pediu a todas as autoridades locais que cooperem totalmente com eles e forneçam apoio aos residentes. À medida que o tufão se aproximava da costa das Filipinas, toda a nação foi colocada em alerta vermelho. Nas primeiras horas de 15 de julho, o governo supostamente evacuou as áreas costeiras do leste do país. A PAGASA disse que "são esperadas tempestades de até três metros nas aldeias costeiras". No entanto, naquela noite, vários outros residentes fugiram de suas casas quando o tufão se intensificou muito mais do que o previsto. O chefe da defesa civil de Bicol, em entrevista, disse: "Estamos nos preparando para o pior... é fundamental agora que terminemos as evacuações. Cerca de 6.000 moradores já haviam se mudado para centros de evacuação, com as autoridades pretendendo que outros 39.000 se abrigassem antes que o tufão chegasse. Várias cidades foram avisadas sobre tempestades que variam de 1.5 m (4 ft 11 in) a 3 m (9.8 ft).
Imediatamente após o desembarque, três pescadores foram dados como desaparecidos. Eles teriam saído para pescar há um dia na província filipina de Catanduanes e não retornaram. Um colapso de parede em Quezon City feriu duas pessoas.
Pelo menos 90% do total de residentes da região metropolitana de Manila perdeu energia, pois postes foram derrubados e linhas cortadas. A National Grid Corporation das Filipinas postou no Twitter, dizendo: "Cerca de 90% da área de franquia da Meralco está passando por uma queda de energia causada por postes derrubados, linhas e interrupções nas linhas de transmissão da NGCP (National Grid Corporation das Filipinas) devido ao tufão Glenda. " Os ventos fortes da tempestade destruíram várias casas nas favelas. A maior parte da área da capital também foi completamente fechada. No total, Rammasun matou 106 pessoas e causou danos de até Php 38,6 bilhões (US$ 885 milhões).

#### Sinal público de alerta de tempestade mais alto
| PSWS#   | LUZON | VISAYAS                                                                   | MINDANAO |
| ------- | --- | ------------------------------------------------------------------------- | -------- |
| PSWS #3 | Catanduanes, Albay, Sorsogon | Samar do Norte                                                            | NENHUM   |
| PSWS #2 | Camarines Norte, Camarines Sur, Masbate incl. Burias e Ilhas Ticao, Marinduque, Southern Quezon | Parte norte de Samar, parte norte de Samar Oriental                       | NENHUM   |
| PSWS #1 | Romblon, Mindoro Ocidental, Mindoro Oriental, Ilha Lubang, Batangas, Cavite, Laguna, Rizal, Bulacan, Pampanga, Bataan, Zambales, Tarlac, Nueva Ecija, Pangasinan, Southern Aurora, resto de Quezon incl. Ilha Polillo, Metro Manila | resto de Eastern Samar, resto de Samar, norte de Leyte incl. Ilha Biliran | NENHUM   |

### Hong Kong
No final de 16 de julho, o Observatório de Hong Kong emitiu o Sinal de Alerta de Tufão. 1, antes de emitir o Sinal de Tufão Número 3 durante o dia seguinte, quando os ventos locais se fortaleceram gradualmente do leste. Os ventos da força do vendaval foram posteriormente registrados no mar e em terrenos mais altos, antes de fazer seu ponto de aproximação mais próximo em 18 de julho, ao passar por volta de 390 km ao sudoeste de Hong Kong. Os ventos na região diminuíram gradualmente antes que os sinais fossem cancelados pelo HKO no início de 19 de julho. Ao longo da região, pelo menos 51 árvores foram derrubadas, enquanto houve vários relatos de objetos caídos, incluindo um poste de luz no viaduto de Tsuen Wan.

### China

O tufão Rammasun mostra a sua chegada à China no final de 18 de julho

Em 17 de julho, Rammasun atingiu a costa perto da cidade de Wenchang, na província insular de Ainão. O prefeito da cidade, Liu Chun-mei, disse à agência de notícias Xinhua que muitas casas foram danificadas e mais de 700,000 pessoas evacuadas. Qionghai também sofreu danos pesados..Ainão fechou todos os seus aeroportos enquanto jardins de infância e outras escolas foram fechados. Resorts em Ainão foram obrigados a fechar e o trem de alta velocidade em Guangdong com destino a.Ainão foi suspenso. O tufão matou uma pessoa na ilha e feriu 21. Ondas chegaram a 13 m nas costas norte e leste da ilha e na Península de Leicheu. O governo local enviou 66 funcionários em 13 localidades para supervisionar os preparativos para o tufão. A Xinhua informou que 6,000 pessoas em Ainão foram evacuadas. As empresas de ônibus também suspenderam as operações devido às fortes chuvas e ventos fortes.
51,000 casas foram destruídas em Ainão. 88 pessoas foram mortas na China, enquanto as perdas econômicas totais foram calculadas em CNY 44,33 bilhões (US$ 7,14 bilhões).

### Vietnã
As autoridades vietnamitas ordenaram a evacuação de pessoas de partes da costa norte do país em 18 de julho, em preparação para o Rammasun. O tufão Rammasun afetou as províncias vizinhas de Haiphong, Thái Bình e Nam Định. As autoridades da província de Quảng Ninh evacuaram mais de 1,300 pessoas para abrigos seguros. O primeiro-ministro Nguyễn Tấn Dũng ordenou às autoridades que ajudassem na evacuação e "exigissem que todos os barcos permanecessem perto da costa". Ele ordenou que o exército instalasse suas forças nas áreas para possíveis operações de busca e salvamento. As fortes chuvas causaram pequenas inundações nas áreas urbanas de Hai Phong e na capital, Hanói. Também submergiu as ruas de Nguyen Khuyen, Minh Khai, Truong Dinh e Hang Chuoi. Duong Anh Dien, um funcionário do governo, disse a Tuoi Tre que ordenou o cancelamento de "todas as reuniões administrativas". Os residentes próximos às áreas costeiras foram evacuados para os locais de evacuação designados mais próximos. Todos os navios e barcos foram proibidos de deixar o porto. O Centro Nacional de Previsão Hidrometeorológica disse que o olho da tempestade estava a cerca de 210 quilômetros a leste de Hoàng Sa, com ventos de 149 quilômetros por hora. As províncias montanhosas de Bắc Kạn, Cao Bằng, Lai Chau, Lạng Sơn e Lào Cai foram colocadas em alerta máximo para enchentes e deslizamentos de terra. Mais de vinte voos da Vietnam Airlines foram cancelados ou atrasados no Aeroporto Internacional Noi Bai. O departamento comercial reservou alimentos e mercadorias para garantir o sustento de pelo menos 250 mil pessoas em caso de emergência. Ao todo, cerca de 500 casas foram danificadas. Em todo o Vietnã, Rammasun é responsável por 31 mortes e causou danos de US$ 59 milhão.

## Retirada do nome
Depois que o sistema causou danos às Filipinas, China e Vietnã, o nome Rammasun foi retirado na Terceira Sessão Conjunta do Comitê de Tufões da ESCAP/WMO e do Painel da OMM/ESCAP sobre Ciclones Tropicais durante 2015. O nome Glenda também foi retirado pela PAGASA depois que os danos ultrapassaram 1 bilhão, enquanto o nome Gardo foi selecionado (e retirado da quarta lista auxiliar de nomes de tufões, apenas para ser substituído pelo nome Gomer em seu lugar) para substituir Glenda na temporada de 2018. Em fevereiro de 2016, a Tailândia forneceu nomes substitutos para Rammasun e, um mês depois, o nome Bualoi foi escolhido para substituí-lo, e foi usado pela primeira vez em 2019.